# 何實
何实（？—1257年），字诚卿，蒙古帝国将领，金朝末年北京大定府（今内蒙古宁城县西）人，世为地方豪强。
曾祖何摶霄，家资巨富，乐善好施，乡里称为善人。祖父何鼎敬。父亲何道忠在金朝為北京留守。何实少年丧父，跟随叔父一起居住。他通晓各国文字，骁勇善骑射。1216年，率部投降蒙古，为木华黎麾下前锋。1217年，跟随木华黎攻燕南、齐西诸府州，在神水县与占据锦州的张致决战，取胜，升为帐前军马都弹压。改任兵马都镇抚。从取大同、太原、平阳诸城，又率兵四千，攻占今河北、山东、山西等县城，升任元帅左监军。1223年，跟随木华黎之子孛鲁攻打武仙，取邢州，留戍其地。次年，从攻汴州等地，攻占陈州、蔡州等十一州，俘获工匠七百余人。1227年，授便宜行元帅府事，改驻博州（今山东聊城），与严实分管河北、山东军民。1237年入觐窝阔台，以臂伤辞军职，改任御用局人匠达鲁花赤。1257年，在博州去世。其子九人、孫十七人。其子何崇礼，授应奉翰林文字、从仕郎、同知制誥兼国史院編修官。